# Filha de Júlio Constâncio
Uma filha de Júlio Constâncio de nome desconhecido  foi imperatriz-consorte romana do oriente, primeira esposa conhecida do imperador Constâncio II.

## Família
Ela foi mencionada na "Carta ao Senado e ao Povo de Atenas" de Juliano, o Apóstata, como sendo uma irmã de Constâncio Galo. Quando ele menciona a execução de Galo por ordem de Constâncio II, Juliano lista as diversas relações entre os dois: "Constâncio entregou para seus mais inveterados inimigos, seu próprio primo, o césar, marido de sua irmã, o pai de sua sobrinha, o homem que sua própria irmã havia se casado anteriormente".
Galo era filho de Júlio Constâncio com sua primeira esposa Gala, que se assume ser irmã dele. Júlio, por sua vez, era filho de Constâncio Cloro e Flávia Maximiana Teodora e meio-irmão de Constantino I. Logo depois da morte deste em 337, diversos de seus parentes foram assassinados, inclusive Júlio Constâncio. A "História dos Arianos" (358), de Atanásio de Alexandria, relata que o responsável fora Constâncio II: "O senso comum de humanidade não o induziu a poupar nem seus próprios parentes. Seus tios ele assassinou; de seus primos ele se livrou; ele não se apiedou dos sofrimentos de seu sogro, mesmo tendo se casado com sua filha, ou de seus parentes". Este "sogro" é entendido como sendo Júlio Constâncio.
Juliano era um meio-irmão paterno mais jovem desta imperatriz.

## Casamento
O casamento dela com Constâncio parece ter sido relatado por Eusébio de Cesareia em sua "Vida de Constantino":
| “ | Ao completar o décimo-terceiro ano do reinado [de Constantino] ele solenizou o casamento de seu segundo filho Constâncio II, já tendo feito o de seu primogênito antes. Foi uma ocasião de grande alegria e festividades, com o próprio imperador acompanhando o filho na cerimônia, recebendo os convidados de ambos os sexos, os homens e mulheres em grupos distintos e separados, com grande hospitalidade. Ricos presentes também foram distribuídos de forma liberal entre as cidades e o povo. | ” |
|   | — Eusébio de Cesareia, Vida de Constantino. |   |

Estima-se que este casamento tenha ocorrido entre 335 e 336.
As fontes não citam quando e onde a imperatriz morreu. Thomas M. Banchich, um historiador moderno, nota que "sua morte pode ter facilitado a queda de Galo em 353-354". O "Panegírico em Honra a Eusébia", de Juliano, data o casamento de Eusébia, a segunda esposa de Constantino, antes da derrota do imperador rival Magnêncio, que morreu em agosto de 353. Provavelmente a cerimônia se deu no início daquele mesmo ano.